# Lista di asteroidi (625001-626000)
Di seguito una lista di asteroidi dal numero 625001  al 626000 con data di scoperta e scopritore.

## 625001–625100
| Nome   | Designazione provvisoria | Data di scoperta  | Scopritore                  |
| ------ | ------------------------ | ----------------- | --------------------------- |
| 625001 | 2004 XP54                | 10 dicembre 2004  | Spacewatch                  |
| 625002 | 2004 XF120               | 15 dicembre 1999  | Spacewatch                  |
| 625003 | 2004 XN152               | 15 dicembre 2004  | Spacewatch                  |
| 625004 | 2004 XC196               | 9 febbraio 2013   | Pan-STARRS                  |
| 625005 | 2004 XH196               | 28 aprile 2011    | Mount Lemmon Survey         |
| 625006 | 2004 XS197               | 31 dicembre 2008  | Spacewatch                  |
| 625007 | 2004 XV197               | 8 dicembre 2015   | Mount Lemmon Survey         |
| 625008 | 2004 XE198               | 25 maggio 2015    | Mount Lemmon Survey         |
| 625009 | 2004 XW198               | 8 ottobre 2015    | Pan-STARRS                  |
| 625010 | 2004 YW16                | 19 dicembre 2004  | Mount Lemmon Survey         |
| 625011 | 2004 YS25                | 19 dicembre 2004  | Mount Lemmon Survey         |
| 625012 | 2004 YT27                | 16 dicembre 2004  | Spacewatch                  |
| 625013 | 2004 YP39                | 13 febbraio 2013  | Pan-STARRS                  |
| 625014 | 2004 YK41                | 19 dicembre 2004  | Mount Lemmon Survey         |
| 625015 | 2005 AG                  | 3 gennaio 2005    | K. Sárneczky                |
| 625016 | 2005 AB56                | 15 gennaio 2005   | Spacewatch                  |
| 625017 | 2005 AT72                | 15 gennaio 2005   | Spacewatch                  |
| 625018 | 2005 AD76                | 15 gennaio 2005   | Spacewatch                  |
| 625019 | 2005 AN83                | 11 novembre 2010  | Mount Lemmon Survey         |
| 625020 | 2005 BE31                | 16 gennaio 2005   | Osservatorio di Mauna Kea   |
| 625021 | 2005 BQ36                | 16 gennaio 2005   | Osservatorio di Mauna Kea   |
| 625022 | 2005 BO37                | 24 novembre 2003  | Spacewatch                  |
| 625023 | 2005 BM53                | 12 settembre 2007 | Mount Lemmon Survey         |
| 625024 | 2005 BG54                | 4 febbraio 1995   | Spacewatch                  |
| 625025 | 2005 BP54                | 29 marzo 2012     | Mount Lemmon Survey         |
| 625026 | 2005 BE55                | 5 aprile 2016     | Pan-STARRS                  |
| 625027 | 2005 BV56                | 11 luglio 2018    | Pan-STARRS                  |
| 625028 | 2005 CQ42                | 2 febbraio 2005   | Spacewatch                  |
| 625029 | 2005 CH55                | 4 febbraio 2005   | Mount Lemmon Survey         |
| 625030 | 2005 CZ71                | 20 dicembre 2004  | Mount Lemmon Survey         |
| 625031 | 2005 CB82                | 9 febbraio 2005   | Mount Lemmon Survey         |
| 625032 | 2005 CM83                | 20 novembre 2014  | Pan-STARRS                  |
| 625033 | 2005 CZ85                | 12 luglio 2015    | Pan-STARRS                  |
| 625034 | 2005 CC86                | 13 gennaio 2016   | Spacewatch                  |
| 625035 | 2005 CG88                | 3 settembre 2013  | Mount Lemmon Survey         |
| 625036 | 2005 ER104               | 13 gennaio 2005   | Spacewatch                  |
| 625037 | 2005 EG122               | 8 marzo 2005      | Mount Lemmon Survey         |
| 625038 | 2005 EJ123               | 8 marzo 2005      | Spacewatch                  |
| 625039 | 2005 EC149               | 10 marzo 2005     | Spacewatch                  |
| 625040 | 2005 EM164               | 11 marzo 2005     | Spacewatch                  |
| 625041 | 2005 EQ172               | 8 marzo 2005      | Spacewatch                  |
| 625042 | 2005 EK220               | 11 marzo 2005     | Mount Lemmon Survey         |
| 625043 | 2005 EX227               | 20 dicembre 2009  | Mount Lemmon Survey         |
| 625044 | 2005 EP229               | 10 marzo 2005     | Mount Lemmon Survey         |
| 625045 | 2005 ED285               | 12 marzo 2005     | Spacewatch                  |
| 625046 | 2005 EO287               | 7 marzo 2005      | LINEAR                      |
| 625047 | 2005 EV289               | 21 maggio 2015    | Pan-STARRS                  |
| 625048 | 2005 EW299               | 10 marzo 2005     | Mount Lemmon Survey         |
| 625049 | 2005 EN315               | 11 marzo 2005     | Spacewatch                  |
| 625050 | 2005 EM335               | 13 marzo 2005     | Spacewatch                  |
| 625051 | 2005 EX335               | 1 marzo 2009      | CSS                         |
| 625052 | 2005 EH336               | 13 marzo 2005     | Spacewatch                  |
| 625053 | 2005 EM336               | 28 agosto 2006    | Spacewatch                  |
| 625054 | 2005 EZ336               | 19 gennaio 2012   | Pan-STARRS                  |
| 625055 | 2005 EV337               | 28 febbraio 2014  | Pan-STARRS                  |
| 625056 | 2005 EP342               | 3 gennaio 2013    | Pan-STARRS                  |
| 625057 | 2005 EM344               | 11 giugno 2015    | Pan-STARRS                  |
| 625058 | 2005 EE345               | 12 ottobre 2010   | Mount Lemmon Survey         |
| 625059 | 2005 EV346               | 27 ottobre 2008   | Spacewatch                  |
| 625060 | 2005 EF349               | 11 marzo 2005     | M. W. Buie, L. H. Wasserman |
| 625061 | 2005 EN349               | 4 marzo 2005      | Mount Lemmon Survey         |
| 625062 | 2005 FH17                | 17 marzo 2005     | Spacewatch                  |
| 625063 | 2005 FE18                | 22 ottobre 2008   | Mount Lemmon Survey         |
| 625064 | 2005 FM18                | 9 agosto 2015     | Pan-STARRS                  |
| 625065 | 2005 FX18                | 18 gennaio 2012   | Mount Lemmon Survey         |
| 625066 | 2005 FG19                | 16 marzo 2005     | Mount Lemmon Survey         |
| 625067 | 2005 FT19                | 16 marzo 2005     | Mount Lemmon Survey         |
| 625068 | 2005 FH20                | 16 marzo 2005     | Mount Lemmon Survey         |
| 625069 | 2005 GU5                 | 1 aprile 2005     | Spacewatch                  |
| 625070 | 2005 GA15                | 2 aprile 2005     | Mount Lemmon Survey         |
| 625071 | 2005 GC35                | 2 aprile 2005     | Mount Lemmon Survey         |
| 625072 | 2005 GX44                | 9 marzo 2005      | Mount Lemmon Survey         |
| 625073 | 2005 GW69                | 4 marzo 2005      | Spacewatch                  |
| 625074 | 2005 GV81                | 24 ottobre 2008   | Spacewatch                  |
| 625075 | 2005 GC84                | 16 marzo 2005     | Mount Lemmon Survey         |
| 625076 | 2005 GG86                | 4 aprile 2005     | Mount Lemmon Survey         |
| 625077 | 2005 GP93                | 6 aprile 2005     | Spacewatch                  |
| 625078 | 2005 GJ96                | 6 aprile 2005     | Mount Lemmon Survey         |
| 625079 | 2005 GP118               | 2 aprile 2005     | Spacewatch                  |
| 625080 | 2005 GY144               | 11 aprile 2005    | Spacewatch                  |
| 625081 | 2005 GE184               | 10 marzo 2005     | Mount Lemmon Survey         |
| 625082 | 2005 GV184               | 10 aprile 2005    | Kitt Peak Obs.              |
| 625083 | 2005 GR194               | 18 febbraio 2005  | A. Boattini                 |
| 625084 | 2005 GK200               | 10 aprile 2005    | Kitt Peak Obs.              |
| 625085 | 2005 GP213               | 10 marzo 2005     | Mount Lemmon Survey         |
| 625086 | 2005 GL218               | 2 aprile 2005     | Mount Lemmon Survey         |
| 625087 | 2005 GF220               | 4 aprile 2005     | Mount Lemmon Survey         |
| 625088 | 2005 GW230               | 8 novembre 2010   | Mount Lemmon Survey         |
| 625089 | 2005 GV231               | 2 aprile 2005     | Spacewatch                  |
| 625090 | 2005 GT232               | 12 agosto 2013    | Pan-STARRS                  |
| 625091 | 2005 GS233               | 29 agosto 2006    | Spacewatch                  |
| 625092 | 2005 GZ233               | 4 aprile 2005     | CSS                         |
| 625093 | 2005 GA235               | 19 novembre 2015  | Mount Lemmon Survey         |
| 625094 | 2005 GS236               | 10 aprile 2005    | Mount Lemmon Survey         |
| 625095 | 2005 HC10                | 11 aprile 2005    | Mount Lemmon Survey         |
| 625096 | 2005 HQ11                | 30 aprile 2005    | Spacewatch                  |
| 625097 | 2005 HC12                | 18 maggio 2012    | Pan-STARRS                  |
| 625098 | 2005 JR13                | 10 aprile 2005    | Mount Lemmon Survey         |
| 625099 | 2005 JX26                | 3 maggio 2005     | Spacewatch                  |
| 625100 | 2005 JK33                | 11 aprile 2005    | Mount Lemmon Survey         |

## 625101–625200
| Nome   | Designazione provvisoria | Data di scoperta  | Scopritore                  |
| ------ | ------------------------ | ----------------- | --------------------------- |
| 625101 | 2005 JJ45                | 2 maggio 2005     | Kitt Peak Obs.              |
| 625102 | 2005 JW113               | 10 maggio 2005    | Spacewatch                  |
| 625103 | 2005 JC127               | 12 maggio 2005    | Mount Lemmon Survey         |
| 625104 | 2005 JC130               | 4 aprile 2005     | Mount Lemmon Survey         |
| 625105 | 2005 JS137               | 13 maggio 2005    | Spacewatch                  |
| 625106 | 2005 JM164               | 10 maggio 2005    | Spacewatch                  |
| 625107 | 2005 JE169               | 10 aprile 2005    | Mount Lemmon Survey         |
| 625108 | 2005 JF172               | 10 maggio 2005    | M. W. Buie, L. H. Wasserman |
| 625109 | 2005 JU182               | 8 maggio 2005     | Spacewatch                  |
| 625110 | 2005 JE185               | 15 maggio 2005    | Mount Lemmon Survey         |
| 625111 | 2005 JF187               | 3 maggio 2005     | Spacewatch                  |
| 625112 | 2005 JH188               | 3 maggio 2005     | Spacewatch                  |
| 625113 | 2005 JJ189               | 8 ottobre 2007    | Mount Lemmon Survey         |
| 625114 | 2005 JL190               | 15 maggio 2012    | Mount Lemmon Survey         |
| 625115 | 2005 JT192               | 11 febbraio 2008  | Mount Lemmon Survey         |
| 625116 | 2005 JW192               | 11 aprile 2016    | Pan-STARRS                  |
| 625117 | 2005 KR15                | 25 giugno 2017    | Pan-STARRS                  |
| 625118 | 2005 LT33                | 13 maggio 2005    | Mount Lemmon Survey         |
| 625119 | 2005 LL55                | 30 dicembre 2007  | Mount Lemmon Survey         |
| 625120 | 2005 LO56                | 22 febbraio 2017  | Mount Lemmon Survey         |
| 625121 | 2005 MK20                | 30 giugno 2005    | Spacewatch                  |
| 625122 | 2005 ML30                | 29 giugno 2005    | Spacewatch                  |
| 625123 | 2005 MQ55                | 30 aprile 2008    | Spacewatch                  |
| 625124 | 2005 NZ11                | 4 luglio 2005     | Spacewatch                  |
| 625125 | 2005 NN18                | 4 luglio 2005     | Mount Lemmon Survey         |
| 625126 | 2005 NX18                | 4 luglio 2005     | Mount Lemmon Survey         |
| 625127 | 2005 NA22                | 1 luglio 2005     | Spacewatch                  |
| 625128 | 2005 NU24                | 4 luglio 2005     | Spacewatch                  |
| 625129 | 2005 NW30                | 4 luglio 2005     | Mount Lemmon Survey         |
| 625130 | 2005 NF45                | 4 luglio 2005     | NEAT                        |
| 625131 | 2005 NB51                | 6 luglio 2005     | Spacewatch                  |
| 625132 | 2005 ND64                | 1 luglio 2005     | Spacewatch                  |
| 625133 | 2005 NG70                | 4 luglio 2005     | NEAT                        |
| 625134 | 2005 NY78                | 12 luglio 2005    | Mount Lemmon Survey         |
| 625135 | 2005 NS95                | 17 giugno 2005    | Mount Lemmon Survey         |
| 625136 | 2005 NN96                | 7 luglio 2005     | Spacewatch                  |
| 625137 | 2005 NS101               | 12 luglio 2005    | Mount Lemmon Survey         |
| 625138 | 2005 NK106               | 15 luglio 2005    | Spacewatch                  |
| 625139 | 2005 NX110               | 7 luglio 2005     | Osservatorio di Mauna Kea   |
| 625140 | 2005 NS118               | 3 luglio 2005     | Mount Lemmon Survey         |
| 625141 | 2005 NB119               | 7 luglio 2005     | Osservatorio di Mauna Kea   |
| 625142 | 2005 NN127               | 16 settembre 2009 | Spacewatch                  |
| 625143 | 2005 NE131               | 3 maggio 2008     | Mount Lemmon Survey         |
| 625144 | 2005 NY131               | 2 luglio 2005     | Spacewatch                  |
| 625145 | 2005 OQ18                | 30 luglio 2005    | NEAT                        |
| 625146 | 2005 OL32                | 26 luglio 2005    | NEAT                        |
| 625147 | 2005 OU32                | 24 ottobre 2013   | Mount Lemmon Survey         |
| 625148 | 2005 OA33                | 29 luglio 2005    | NEAT                        |
| 625149 | 2005 OU33                | 19 agosto 2010    | Spacewatch                  |
| 625150 | 2005 OB34                | 31 marzo 2011     | Pan-STARRS                  |
| 625151 | 2005 OT34                | 26 luglio 2005    | NEAT                        |
| 625152 | 2005 PM                  | 4 agosto 2005     | LINEAR                      |
| 625153 | 2005 PA30                | 5 agosto 2005     | NEAT                        |
| 625154 | 2005 PS30                | 8 luglio 2005     | Spacewatch                  |
| 625155 | 2005 PU30                | 6 agosto 2005     | NEAT                        |
| 625156 | 2005 QN                  | 4 luglio 2005     | NEAT                        |
| 625157 | 2005 QQ6                 | 30 luglio 2005    | NEAT                        |
| 625158 | 2005 QH11                | 31 luglio 2005    | NEAT                        |
| 625159 | 2005 QY25                | 27 agosto 2005    | Spacewatch                  |
| 625160 | 2005 QS39                | 31 luglio 2005    | NEAT                        |
| 625161 | 2005 QX70                | 26 agosto 2005    | LONEOS                      |
| 625162 | 2005 QA76                | 29 agosto 2005    | K. Sárneczky, Z. Kuli       |
| 625163 | 2005 QR77                | 25 agosto 2005    | NEAT                        |
| 625164 | 2005 QK84                | 30 agosto 2005    | A. Boattini                 |
| 625165 | 2005 QB87                | 30 agosto 2005    | K. Sárneczky, Z. Kuli       |
| 625166 | 2005 QP88                | 28 agosto 2005    | Saint-Véran Obs.            |
| 625167 | 2005 QM92                | 26 agosto 2005    | NEAT                        |
| 625168 | 2005 QP100               | 29 agosto 2005    | Spacewatch                  |
| 625169 | 2005 QH106               | 30 luglio 2005    | NEAT                        |
| 625170 | 2005 QN119               | 28 agosto 2005    | Spacewatch                  |
| 625171 | 2005 QF121               | 28 agosto 2005    | Spacewatch                  |
| 625172 | 2005 QH134               | 28 agosto 2005    | Spacewatch                  |
| 625173 | 2005 QY143               | 26 agosto 2005    | NEAT                        |
| 625174 | 2005 QY147               | 28 agosto 2005    | SSS                         |
| 625175 | 2005 QS154               | 28 agosto 2005    | R. A. Tucker                |
| 625176 | 2005 QR158               | 27 agosto 2005    | NEAT                        |
| 625177 | 2005 QK160               | 28 agosto 2005    | Spacewatch                  |
| 625178 | 2005 QN169               | 30 agosto 2005    | NEAT                        |
| 625179 | 2005 QO176               | 29 agosto 2005    | NEAT                        |
| 625180 | 2005 QX179               | 26 agosto 2005    | NEAT                        |
| 625181 | 2005 QL182               | 31 agosto 2005    | NEAT                        |
| 625182 | 2005 QB186               | 30 agosto 2005    | Osservatorio di Mauna Kea   |
| 625183 | 2005 QY186               | 27 agosto 2005    | NEAT                        |
| 625184 | 2005 QK187               | 30 agosto 2005    | Spacewatch                  |
| 625185 | 2005 QP188               | 26 agosto 2005    | NEAT                        |
| 625186 | 2005 QP189               | 28 agosto 2005    | Spacewatch                  |
| 625187 | 2005 QY189               | 30 agosto 2005    | Spacewatch                  |
| 625188 | 2005 QX193               | 14 agosto 2012    | Pan-STARRS                  |
| 625189 | 2005 QR194               | 3 maggio 2008     | Mount Lemmon Survey         |
| 625190 | 2005 QS194               | 28 agosto 2005    | Spacewatch                  |
| 625191 | 2005 QB195               | 30 agosto 2005    | Spacewatch                  |
| 625192 | 2005 QK196               | 18 maggio 2015    | Pan-STARRS                  |
| 625193 | 2005 QP197               | 13 maggio 2008    | Spacewatch                  |
| 625194 | 2005 QX197               | 31 agosto 2005    | Spacewatch                  |
| 625195 | 2005 QM198               | 24 agosto 2005    | NEAT                        |
| 625196 | 2005 QS198               | 21 settembre 2012 | CSS                         |
| 625197 | 2005 QY198               | 21 maggio 2015    | Pan-STARRS                  |
| 625198 | 2005 QW201               | 31 agosto 2005    | Spacewatch                  |
| 625199 | 2005 QG202               | 14 luglio 2016    | Pan-STARRS                  |
| 625200 | 2005 QA204               | 22 marzo 2015     | Pan-STARRS                  |

## 625201–625300
| Nome   | Designazione provvisoria | Data di scoperta  | Scopritore                    |
| ------ | ------------------------ | ----------------- | ----------------------------- |
| 625201 | 2005 QP205               | 29 agosto 2005    | Spacewatch                    |
| 625202 | 2005 QQ205               | 31 agosto 2005    | Spacewatch                    |
| 625203 | 2005 RY4                 | 6 settembre 2005  | T. Pauwels                    |
| 625204 | 2005 RZ28                | 13 settembre 2005 | Spacewatch                    |
| 625205 | 2005 RA42                | 14 settembre 2005 | Spacewatch                    |
| 625206 | 2005 RW46                | 27 settembre 2005 | SDSS Collaboration            |
| 625207 | 2005 RB47                | 3 ottobre 2005    | SDSS Collaboration            |
| 625208 | 2005 RD47                | 28 settembre 2005 | SDSS Collaboration            |
| 625209 | 2005 RD53                | 31 maggio 2008    | Mount Lemmon Survey           |
| 625210 | 2005 RJ53                | 23 settembre 2011 | Mount Lemmon Survey           |
| 625211 | 2005 RN53                | 13 settembre 2005 | Spacewatch                    |
| 625212 | 2005 RT54                | 13 marzo 2007     | Mount Lemmon Survey           |
| 625213 | 2005 RR56                | 14 settembre 2005 | Spacewatch                    |
| 625214 | 2005 RZ58                | 26 agosto 2012    | Pan-STARRS                    |
| 625215 | 2005 SP4                 | 24 settembre 2005 | V. S. Casulli                 |
| 625216 | 2005 SB10                | 31 agosto 2005    | Spacewatch                    |
| 625217 | 2005 SH11                | 30 agosto 2005    | NEAT                          |
| 625218 | 2005 SP25                | 28 settembre 2005 | J. W. Young                   |
| 625219 | 2005 SE27                | 23 settembre 2005 | Spacewatch                    |
| 625220 | 2005 SX27                | 23 settembre 2005 | Spacewatch                    |
| 625221 | 2005 SG34                | 23 settembre 2005 | Spacewatch                    |
| 625222 | 2005 SM35                | 23 settembre 2005 | Spacewatch                    |
| 625223 | 2005 SB45                | 24 settembre 2005 | Spacewatch                    |
| 625224 | 2005 SZ45                | 24 settembre 2005 | Spacewatch                    |
| 625225 | 2005 SC46                | 24 settembre 2005 | Spacewatch                    |
| 625226 | 2005 SD72                | 23 settembre 2005 | CSS                           |
| 625227 | 2005 SU80                | 24 settembre 2005 | Spacewatch                    |
| 625228 | 2005 SZ83                | 24 settembre 2005 | Spacewatch                    |
| 625229 | 2005 SU97                | 30 settembre 2005 | LONEOS                        |
| 625230 | 2005 SE106               | 29 agosto 2005    | Spacewatch                    |
| 625231 | 2005 SZ117               | 28 settembre 2005 | NEAT                          |
| 625232 | 2005 SA122               | 29 settembre 2005 | Spacewatch                    |
| 625233 | 2005 SQ140               | 25 settembre 2005 | Spacewatch                    |
| 625234 | 2005 SG142               | 25 settembre 2005 | Spacewatch                    |
| 625235 | 2005 SP145               | 25 settembre 2005 | Spacewatch                    |
| 625236 | 2005 SV154               | 21 gennaio 2002   | LONEOS                        |
| 625237 | 2005 SS156               | 26 settembre 2005 | Spacewatch                    |
| 625238 | 2005 SS160               | 26 settembre 2005 | Spacewatch                    |
| 625239 | 2005 SP168               | 29 settembre 2005 | Spacewatch                    |
| 625240 | 2005 SE173               | 29 settembre 2005 | Spacewatch                    |
| 625241 | 2005 SB177               | 29 settembre 2005 | Spacewatch                    |
| 625242 | 2005 SX183               | 24 settembre 2005 | Spacewatch                    |
| 625243 | 2005 SZ191               | 29 settembre 2005 | Mount Lemmon Survey           |
| 625244 | 2005 SF196               | 30 settembre 2005 | Spacewatch                    |
| 625245 | 2005 SL196               | 30 settembre 2005 | Spacewatch                    |
| 625246 | 2005 SM204               | 30 settembre 2005 | Mount Lemmon Survey           |
| 625247 | 2005 SH213               | 30 settembre 2005 | Mount Lemmon Survey           |
| 625248 | 2005 SK234               | 29 agosto 2005    | Spacewatch                    |
| 625249 | 2005 SU243               | 30 settembre 2005 | LONEOS                        |
| 625250 | 2005 SB249               | 30 settembre 2005 | Mount Lemmon Survey           |
| 625251 | 2005 SF250               | 23 settembre 2005 | CSS                           |
| 625252 | 2005 SZ261               | 31 agosto 1998    | Spacewatch                    |
| 625253 | 2005 SH268               | 30 settembre 2005 | NEAT                          |
| 625254 | 2005 SN268               | 23 settembre 2005 | Spacewatch                    |
| 625255 | 2005 SQ268               | 24 settembre 2005 | Spacewatch                    |
| 625256 | 2005 SY268               | 25 settembre 2005 | Spacewatch                    |
| 625257 | 2005 SH272               | 26 agosto 2005    | NEAT                          |
| 625258 | 2005 SN279               | 23 settembre 2005 | Spacewatch                    |
| 625259 | 2005 SB284               | 6 novembre 2005   | Spacewatch                    |
| 625260 | 2005 SD286               | 28 settembre 2005 | SDSS Collaboration            |
| 625261 | 2005 SZ287               | 1 ottobre 2005    | SDSS Collaboration            |
| 625262 | 2005 SE295               | 30 settembre 2005 | NEAT                          |
| 625263 | 2005 ST295               | 29 settembre 2005 | Spacewatch                    |
| 625264 | 2005 SY295               | 20 novembre 2009  | Mount Lemmon Survey           |
| 625265 | 2005 SM296               | 3 agosto 2014     | Pan-STARRS                    |
| 625266 | 2005 SK297               | 27 settembre 2005 | Spacewatch                    |
| 625267 | 2005 SM298               | 4 gennaio 2016    | Pan-STARRS                    |
| 625268 | 2005 SD299               | 23 settembre 2015 | Pan-STARRS                    |
| 625269 | 2005 SS300               | 30 settembre 2005 | Osservatorio di Mauna Kea     |
| 625270 | 2005 SO301               | 23 settembre 2005 | Spacewatch                    |
| 625271 | 2005 SO302               | 25 settembre 2005 | Spacewatch                    |
| 625272 | 2005 TK1                 | 31 agosto 2005    | NEAT                          |
| 625273 | 2005 TD2                 | 29 settembre 2005 | LONEOS                        |
| 625274 | 2005 TJ2                 | 31 agosto 2005    | Spacewatch                    |
| 625275 | 2005 TD3                 | 29 settembre 2005 | Spacewatch                    |
| 625276 | 2005 TC21                | 1 ottobre 2005    | Mount Lemmon Survey           |
| 625277 | 2005 TS21                | 23 settembre 2005 | Spacewatch                    |
| 625278 | 2005 TF23                | 24 settembre 2005 | Spacewatch                    |
| 625279 | 2005 TC25                | 1 ottobre 2005    | Mount Lemmon Survey           |
| 625280 | 2005 TJ32                | 31 agosto 2005    | NEAT                          |
| 625281 | 2005 TQ39                | 1 ottobre 2005    | Spacewatch                    |
| 625282 | 2005 TA40                | 22 maggio 2001    | J. L. Elliot, L. H. Wasserman |
| 625283 | 2005 TA52                | 1 ottobre 2005    | Mount Lemmon Survey           |
| 625284 | 2005 TK60                | 3 ottobre 2005    | Spacewatch                    |
| 625285 | 2005 TD69                | 30 agosto 2005    | Spacewatch                    |
| 625286 | 2005 TB82                | 3 ottobre 2005    | Spacewatch                    |
| 625287 | 2005 TH85                | 3 ottobre 2005    | Spacewatch                    |
| 625288 | 2005 TM89                | 5 ottobre 2005    | Mount Lemmon Survey           |
| 625289 | 2005 TH94                | 6 ottobre 2005    | Spacewatch                    |
| 625290 | 2005 TS94                | 23 maggio 2001    | J. L. Elliot, L. H. Wasserman |
| 625291 | 2005 TV108               | 7 ottobre 2005    | Spacewatch                    |
| 625292 | 2005 TL113               | 7 ottobre 2005    | Spacewatch                    |
| 625293 | 2005 TK118               | 7 ottobre 2005    | Spacewatch                    |
| 625294 | 2005 TM121               | 7 ottobre 2005    | CSS                           |
| 625295 | 2005 TB123               | 7 ottobre 2005    | Spacewatch                    |
| 625296 | 2005 TX123               | 7 ottobre 2005    | Mount Lemmon Survey           |
| 625297 | 2005 TR126               | 29 settembre 2005 | Mount Lemmon Survey           |
| 625298 | 2005 TS130               | 7 ottobre 2005    | Spacewatch                    |
| 625299 | 2005 TO132               | 1 ottobre 2005    | Mount Lemmon Survey           |
| 625300 | 2005 TC139               | 8 ottobre 2005    | Spacewatch                    |

## 625301–625400
| Nome   | Designazione provvisoria | Data di scoperta  | Scopritore          |
| ------ | ------------------------ | ----------------- | ------------------- |
| 625301 | 2005 TQ153               | 26 settembre 2005 | Spacewatch          |
| 625302 | 2005 TL155               | 9 ottobre 2005    | Spacewatch          |
| 625303 | 2005 TA162               | 9 ottobre 2005    | Spacewatch          |
| 625304 | 2005 TF167               | 9 ottobre 2005    | Spacewatch          |
| 625305 | 2005 TY167               | 9 ottobre 2005    | Spacewatch          |
| 625306 | 2005 TN170               | 11 ottobre 2005   | Spacewatch          |
| 625307 | 2005 TE181               | 1 ottobre 2005    | Mount Lemmon Survey |
| 625308 | 2005 TM198               | 5 ottobre 2005    | Spacewatch          |
| 625309 | 2005 TT198               | 1 ottobre 2005    | Mount Lemmon Survey |
| 625310 | 2005 TP199               | 4 ottobre 2005    | CSS                 |
| 625311 | 2005 TR200               | 27 maggio 2008    | Mount Lemmon Survey |
| 625312 | 2005 TT201               | 1 ottobre 2005    | CSS                 |
| 625313 | 2005 TU202               | 11 ottobre 2005   | Spacewatch          |
| 625314 | 2005 TA203               | 14 luglio 2016    | Pan-STARRS          |
| 625315 | 2005 TZ204               | 28 marzo 2011     | CSS                 |
| 625316 | 2005 TO205               | 11 ottobre 2005   | Spacewatch          |
| 625317 | 2005 TR205               | 10 ottobre 2005   | CSS                 |
| 625318 | 2005 TJ206               | 1 ottobre 2005    | Spacewatch          |
| 625319 | 2005 TR206               | 3 ottobre 2005    | Spacewatch          |
| 625320 | 2005 TS206               | 17 settembre 2014 | Pan-STARRS          |
| 625321 | 2005 TA211               | 28 gennaio 2014   | Mount Lemmon Survey |
| 625322 | 2005 TM211               | 31 agosto 2005    | NEAT                |
| 625323 | 2005 UC21                | 9 ottobre 2005    | Spacewatch          |
| 625324 | 2005 US32                | 24 ottobre 2005   | Spacewatch          |
| 625325 | 2005 UY46                | 22 ottobre 2005   | Spacewatch          |
| 625326 | 2005 UD61                | 25 ottobre 2005   | Mount Lemmon Survey |
| 625327 | 2005 UE68                | 23 ottobre 2005   | CSS                 |
| 625328 | 2005 UQ75                | 29 settembre 2005 | CSS                 |
| 625329 | 2005 UW87                | 22 ottobre 2005   | Spacewatch          |
| 625330 | 2005 UP88                | 22 ottobre 2005   | Spacewatch          |
| 625331 | 2005 UU89                | 22 ottobre 2005   | Spacewatch          |
| 625332 | 2005 US98                | 22 ottobre 2005   | Spacewatch          |
| 625333 | 2005 UJ100               | 22 ottobre 2005   | Spacewatch          |
| 625334 | 2005 UM102               | 22 ottobre 2005   | Spacewatch          |
| 625335 | 2005 UG118               | 24 ottobre 2005   | Spacewatch          |
| 625336 | 2005 UR118               | 24 ottobre 2005   | Spacewatch          |
| 625337 | 2005 UD123               | 24 ottobre 2005   | Spacewatch          |
| 625338 | 2005 UM123               | 24 ottobre 2005   | Spacewatch          |
| 625339 | 2005 UB125               | 24 ottobre 2005   | Spacewatch          |
| 625340 | 2005 UV143               | 7 ottobre 2005    | Spacewatch          |
| 625341 | 2005 UN145               | 26 ottobre 2005   | Spacewatch          |
| 625342 | 2005 UC146               | 26 ottobre 2005   | Spacewatch          |
| 625343 | 2005 UY150               | 26 ottobre 2005   | Spacewatch          |
| 625344 | 2005 UY151               | 1 ottobre 2005    | Mount Lemmon Survey |
| 625345 | 2005 UN159               | 24 settembre 2005 | Spacewatch          |
| 625346 | 2005 UM163               | 24 ottobre 2005   | Spacewatch          |
| 625347 | 2005 UK167               | 24 ottobre 2005   | Spacewatch          |
| 625348 | 2005 UV171               | 24 ottobre 2005   | Spacewatch          |
| 625349 | 2005 UQ174               | 24 ottobre 2005   | Spacewatch          |
| 625350 | 2005 UB181               | 24 ottobre 2005   | Spacewatch          |
| 625351 | 2005 UV186               | 26 ottobre 2005   | Spacewatch          |
| 625352 | 2005 UV192               | 30 settembre 2005 | Mount Lemmon Survey |
| 625353 | 2005 UO197               | 25 ottobre 2005   | Spacewatch          |
| 625354 | 2005 US206               | 12 ottobre 2005   | Spacewatch          |
| 625355 | 2005 UK208               | 27 ottobre 2005   | Spacewatch          |
| 625356 | 2005 UZ210               | 27 ottobre 2005   | Spacewatch          |
| 625357 | 2005 UP218               | 25 ottobre 2005   | Spacewatch          |
| 625358 | 2005 UD222               | 25 ottobre 2005   | Spacewatch          |
| 625359 | 2005 UE227               | 25 ottobre 2005   | Spacewatch          |
| 625360 | 2005 UL233               | 25 ottobre 2005   | Spacewatch          |
| 625361 | 2005 UV240               | 25 ottobre 2005   | Spacewatch          |
| 625362 | 2005 UD241               | 25 ottobre 2005   | Spacewatch          |
| 625363 | 2005 UZ245               | 28 settembre 2000 | Spacewatch          |
| 625364 | 2005 UE246               | 27 ottobre 2005   | Mount Lemmon Survey |
| 625365 | 2005 UR247               | 1 ottobre 2005    | Mount Lemmon Survey |
| 625366 | 2005 UB251               | 30 settembre 2005 | CSS                 |
| 625367 | 2005 UP257               | 25 ottobre 2005   | Spacewatch          |
| 625368 | 2005 UT261               | 26 ottobre 2005   | Spacewatch          |
| 625369 | 2005 UC264               | 23 ottobre 2005   | CSS                 |
| 625370 | 2005 US267               | 27 ottobre 2005   | Spacewatch          |
| 625371 | 2005 UH276               | 9 gennaio 1999    | Spacewatch          |
| 625372 | 2005 UP278               | 24 ottobre 2005   | Spacewatch          |
| 625373 | 2005 UL282               | 26 ottobre 2005   | Spacewatch          |
| 625374 | 2005 UV290               | 26 ottobre 2005   | Spacewatch          |
| 625375 | 2005 US297               | 26 ottobre 2005   | Spacewatch          |
| 625376 | 2005 UN308               | 26 ottobre 2005   | Spacewatch          |
| 625377 | 2005 UL315               | 13 settembre 2005 | Spacewatch          |
| 625378 | 2005 UF318               | 27 ottobre 2005   | Spacewatch          |
| 625379 | 2005 UP325               | 1 ottobre 2005    | Spacewatch          |
| 625380 | 2005 UH329               | 28 ottobre 2005   | Mount Lemmon Survey |
| 625381 | 2005 UJ331               | 6 ottobre 2005    | Spacewatch          |
| 625382 | 2005 UP331               | 29 ottobre 2005   | Spacewatch          |
| 625383 | 2005 UM333               | 29 ottobre 2005   | Mount Lemmon Survey |
| 625384 | 2005 UA335               | 29 ottobre 2005   | Mount Lemmon Survey |
| 625385 | 2005 UU343               | 29 ottobre 2005   | Spacewatch          |
| 625386 | 2005 UX343               | 29 ottobre 2005   | Spacewatch          |
| 625387 | 2005 UE345               | 29 ottobre 2005   | Mount Lemmon Survey |
| 625388 | 2005 UK345               | 29 ottobre 2005   | Mount Lemmon Survey |
| 625389 | 2005 UX345               | 24 ottobre 2005   | Spacewatch          |
| 625390 | 2005 UC367               | 22 ottobre 2005   | Spacewatch          |
| 625391 | 2005 UJ370               | 27 ottobre 2005   | Spacewatch          |
| 625392 | 2005 UU373               | 11 settembre 2001 | Spacewatch          |
| 625393 | 2005 UR374               | 27 ottobre 2005   | Spacewatch          |
| 625394 | 2005 UF375               | 22 agosto 2001    | Spacewatch          |
| 625395 | 2005 UV387               | 22 ottobre 2005   | Spacewatch          |
| 625396 | 2005 UN391               | 1 ottobre 2005    | Mount Lemmon Survey |
| 625397 | 2005 UV402               | 26 marzo 2003     | Spacewatch          |
| 625398 | 2005 UC403               | 28 ottobre 2005   | Spacewatch          |
| 625399 | 2005 UL409               | 1 ottobre 2005    | Spacewatch          |
| 625400 | 2005 UK415               | 25 ottobre 2005   | Spacewatch          |

## 625401–625500
| Nome   | Designazione provvisoria | Data di scoperta  | Scopritore                |
| ------ | ------------------------ | ----------------- | ------------------------- |
| 625401 | 2005 UU415               | 25 ottobre 2005   | Spacewatch                |
| 625402 | 2005 UY422               | 27 ottobre 2005   | Mount Lemmon Survey       |
| 625403 | 2005 UT442               | 1 ottobre 2005    | CSS                       |
| 625404 | 2005 UL451               | 28 ottobre 2005   | Spacewatch                |
| 625405 | 2005 UF453               | 25 ottobre 2005   | Spacewatch                |
| 625406 | 2005 UZ468               | 30 ottobre 2005   | Spacewatch                |
| 625407 | 2005 UB471               | 30 ottobre 2005   | Spacewatch                |
| 625408 | 2005 UF478               | 27 ottobre 2005   | Spacewatch                |
| 625409 | 2005 UZ480               | 31 agosto 2005    | NEAT                      |
| 625410 | 2005 UY481               | 1 ottobre 2005    | CSS                       |
| 625411 | 2005 UB510               | 24 ottobre 2005   | Spacewatch                |
| 625412 | 2005 UE510               | 24 ottobre 2005   | Spacewatch                |
| 625413 | 2005 UL510               | 25 ottobre 2005   | Spacewatch                |
| 625414 | 2005 UT516               | 7 ottobre 2005    | Mount Lemmon Survey       |
| 625415 | 2005 UU532               | 26 ottobre 2005   | Spacewatch                |
| 625416 | 2005 UB539               | 23 dicembre 2016  | Pan-STARRS                |
| 625417 | 2005 UE539               | 6 settembre 2008  | Mount Lemmon Survey       |
| 625418 | 2005 UM540               | 31 ottobre 2005   | Mount Lemmon Survey       |
| 625419 | 2005 UN543               | 20 febbraio 2014  | Mount Lemmon Survey       |
| 625420 | 2005 UM545               | 31 ottobre 2005   | Spacewatch                |
| 625421 | 2005 UA552               | 24 ottobre 2005   | Osservatorio di Mauna Kea |
| 625422 | 2005 VB9                 | 1 novembre 2005   | Spacewatch                |
| 625423 | 2005 VU11                | 12 febbraio 2000  | SDSS Collaboration        |
| 625424 | 2005 VG13                | 3 novembre 2005   | Mount Lemmon Survey       |
| 625425 | 2005 VO20                | 25 ottobre 2005   | Spacewatch                |
| 625426 | 2005 VQ21                | 1 novembre 2005   | Spacewatch                |
| 625427 | 2005 VB27                | 28 ottobre 2005   | Spacewatch                |
| 625428 | 2005 VM29                | 25 ottobre 2005   | Spacewatch                |
| 625429 | 2005 VR36                | 30 settembre 2005 | Mount Lemmon Survey       |
| 625430 | 2005 VJ47                | 5 novembre 2005   | Spacewatch                |
| 625431 | 2005 VH48                | 5 novembre 2005   | Mount Lemmon Survey       |
| 625432 | 2005 VA63                | 25 settembre 2005 | Spacewatch                |
| 625433 | 2005 VZ63                | 3 novembre 2005   | Spacewatch                |
| 625434 | 2005 VW69                | 5 novembre 2005   | Mount Lemmon Survey       |
| 625435 | 2005 VQ73                | 6 novembre 2005   | Spacewatch                |
| 625436 | 2005 VB79                | 28 ottobre 2005   | Spacewatch                |
| 625437 | 2005 VZ87                | 29 ottobre 2005   | Spacewatch                |
| 625438 | 2005 VO91                | 6 novembre 2005   | Spacewatch                |
| 625439 | 2005 VE92                | 28 ottobre 2005   | Mount Lemmon Survey       |
| 625440 | 2005 VT102               | 31 agosto 2005    | NEAT                      |
| 625441 | 2005 VJ116               | 11 novembre 2005  | Spacewatch                |
| 625442 | 2005 VN117               | 11 novembre 2005  | Spacewatch                |
| 625443 | 2005 VL126               | 1 ottobre 2005    | Mount Lemmon Survey       |
| 625444 | 2005 VO128               | 30 ottobre 2005   | SDSS Collaboration        |
| 625445 | 2005 VB129               | 30 ottobre 2005   | SDSS Collaboration        |
| 625446 | 2005 VP139               | 10 novembre 2009  | Spacewatch                |
| 625447 | 2005 VS139               | 18 aprile 2007    | Mount Lemmon Survey       |
| 625448 | 2005 VT140               | 22 giugno 2015    | Pan-STARRS                |
| 625449 | 2005 VY141               | 31 ottobre 2010   | Spacewatch                |
| 625450 | 2005 VZ141               | 22 marzo 2014     | Mount Lemmon Survey       |
| 625451 | 2005 VR142               | 5 novembre 2005   | Spacewatch                |
| 625452 | 2005 VW142               | 12 novembre 2005  | Spacewatch                |
| 625453 | 2005 VU143               | 30 aprile 2011    | Mount Lemmon Survey       |
| 625454 | 2005 VB144               | 22 agosto 2014    | Pan-STARRS                |
| 625455 | 2005 VJ144               | 3 dicembre 2010   | Mount Lemmon Survey       |
| 625456 | 2005 VU144               | 19 settembre 2014 | Pan-STARRS                |
| 625457 | 2005 VH148               | 21 maggio 2015    | Pan-STARRS                |
| 625458 | 2005 VU148               | 28 febbraio 2012  | Pan-STARRS                |
| 625459 | 2005 VY148               | 3 aprile 2011     | Pan-STARRS                |
| 625460 | 2005 VE149               | 16 dicembre 2009  | Spacewatch                |
| 625461 | 2005 VK149               | 1 novembre 2005   | Spacewatch                |
| 625462 | 2005 VZ151               | 6 novembre 2005   | Mount Lemmon Survey       |
| 625463 | 2005 WQ16                | 10 novembre 2005  | Mount Lemmon Survey       |
| 625464 | 2005 WN24                | 21 novembre 2005  | Spacewatch                |
| 625465 | 2005 WE27                | 30 ottobre 2005   | Mount Lemmon Survey       |
| 625466 | 2005 WO29                | 21 novembre 2005  | Spacewatch                |
| 625467 | 2005 WB32                | 21 novembre 2005  | Spacewatch                |
| 625468 | 2005 WB37                | 22 novembre 2005  | Spacewatch                |
| 625469 | 2005 WZ39                | 1 novembre 2005   | Mount Lemmon Survey       |
| 625470 | 2005 WM41                | 25 ottobre 2005   | Mount Lemmon Survey       |
| 625471 | 2005 WA61                | 30 ottobre 2005   | Mount Lemmon Survey       |
| 625472 | 2005 WN77                | 25 novembre 2005  | Spacewatch                |
| 625473 | 2005 WA94                | 26 novembre 2005  | Spacewatch                |
| 625474 | 2005 WW106               | 25 novembre 2005  | CSS                       |
| 625475 | 2005 WV122               | 13 settembre 2005 | CSS                       |
| 625476 | 2005 WM126               | 28 ottobre 2005   | Mount Lemmon Survey       |
| 625477 | 2005 WO131               | 25 novembre 2005  | Mount Lemmon Survey       |
| 625478 | 2005 WF132               | 25 novembre 2005  | Mount Lemmon Survey       |
| 625479 | 2005 WK141               | 28 novembre 2005  | Mount Lemmon Survey       |
| 625480 | 2005 WB143               | 22 ottobre 2005   | Spacewatch                |
| 625481 | 2005 WQ144               | 25 novembre 2005  | Spacewatch                |
| 625482 | 2005 WL147               | 25 novembre 2005  | CSS                       |
| 625483 | 2005 WQ148               | 26 novembre 2005  | Mount Lemmon Survey       |
| 625484 | 2005 WX154               | 29 novembre 2005  | Spacewatch                |
| 625485 | 2005 WT165               | 31 ottobre 2005   | Mount Lemmon Survey       |
| 625486 | 2005 WJ177               | 30 novembre 2005  | Spacewatch                |
| 625487 | 2005 WQ196               | 29 ottobre 2005   | Mount Lemmon Survey       |
| 625488 | 2005 WO201               | 29 novembre 2005  | Spacewatch                |
| 625489 | 2005 WD205               | 28 ottobre 2005   | Mount Lemmon Survey       |
| 625490 | 2005 WN212               | 26 novembre 2005  | Mount Lemmon Survey       |
| 625491 | 2005 WQ212               | 30 novembre 2005  | Mount Lemmon Survey       |
| 625492 | 2005 WG214               | 2 dicembre 2010   | Mount Lemmon Survey       |
| 625493 | 2005 WL214               | 26 novembre 2005  | Mount Lemmon Survey       |
| 625494 | 2005 WS215               | 25 febbraio 2007  | Spacewatch                |
| 625495 | 2005 WW216               | 30 novembre 2005  | Mount Lemmon Survey       |
| 625496 | 2005 WD217               | 25 novembre 2005  | Mount Lemmon Survey       |
| 625497 | 2005 XO1                 | 21 novembre 2005  | Spacewatch                |
| 625498 | 2005 XT7                 | 25 ottobre 2005   | Mount Lemmon Survey       |
| 625499 | 2005 XO14                | 1 dicembre 2005   | Spacewatch                |
| 625500 | 2005 XT26                | 4 dicembre 2005   | Spacewatch                |

## 625501–625600
| Nome   | Designazione provvisoria | Data di scoperta  | Scopritore                 |
| ------ | ------------------------ | ----------------- | -------------------------- |
| 625501 | 2005 XD27                | 4 dicembre 2005   | Spacewatch                 |
| 625502 | 2005 XG30                | 26 ottobre 2005   | Spacewatch                 |
| 625503 | 2005 XJ31                | 1 dicembre 2005   | Spacewatch                 |
| 625504 | 2005 XD37                | 4 dicembre 2005   | Spacewatch                 |
| 625505 | 2005 XE37                | 4 dicembre 2005   | Spacewatch                 |
| 625506 | 2005 XN42                | 5 novembre 2005   | Spacewatch                 |
| 625507 | 2005 XX68                | 6 dicembre 2005   | Spacewatch                 |
| 625508 | 2005 XV80                | 5 dicembre 2005   | Mount Lemmon Survey        |
| 625509 | 2005 XN97                | 27 marzo 2003     | Spacewatch                 |
| 625510 | 2005 XZ102               | 1 dicembre 2005   | L. H. Wasserman, R. Millis |
| 625511 | 2005 XY103               | 6 ottobre 2004    | Spacewatch                 |
| 625512 | 2005 XP106               | 1 dicembre 2005   | L. H. Wasserman, R. Millis |
| 625513 | 2005 XE115               | 1 novembre 2010   | Spacewatch                 |
| 625514 | 2005 XU124               | 30 luglio 2008    | Mount Lemmon Survey        |
| 625515 | 2005 XC125               | 27 agosto 2009    | Spacewatch                 |
| 625516 | 2005 XS130               | 14 ottobre 2001   | SDSS Collaboration         |
| 625517 | 2005 XW130               | 6 dicembre 2005   | Spacewatch                 |
| 625518 | 2005 XW132               | 5 dicembre 2005   | Mount Lemmon Survey        |
| 625519 | 2005 XZ132               | 7 dicembre 2005   | Spacewatch                 |
| 625520 | 2005 XZ133               | 25 ottobre 2000   | Spacewatch                 |
| 625521 | 2005 XJ134               | 8 dicembre 2005   | Spacewatch                 |
| 625522 | 2005 YC4                 | 21 dicembre 2005  | CSS                        |
| 625523 | 2005 YY8                 | 20 dicembre 2005  | D. Healy                   |
| 625524 | 2005 YM16                | 22 dicembre 2005  | Spacewatch                 |
| 625525 | 2005 YF22                | 24 dicembre 2005  | Spacewatch                 |
| 625526 | 2005 YS63                | 24 dicembre 2005  | Spacewatch                 |
| 625527 | 2005 YP77                | 16 luglio 2004    | Cerro Tololo Obs.          |
| 625528 | 2005 YC78                | 24 dicembre 2005  | Spacewatch                 |
| 625529 | 2005 YV78                | 3 agosto 2004     | SSS                        |
| 625530 | 2005 YS85                | 25 dicembre 2005  | Mount Lemmon Survey        |
| 625531 | 2005 YX99                | 28 dicembre 2005  | Spacewatch                 |
| 625532 | 2005 YB116               | 25 dicembre 2005  | Spacewatch                 |
| 625533 | 2005 YO117               | 25 dicembre 2005  | Spacewatch                 |
| 625534 | 2005 YT143               | 28 dicembre 2005  | Mount Lemmon Survey        |
| 625535 | 2005 YC146               | 29 dicembre 2005  | Mount Lemmon Survey        |
| 625536 | 2005 YT148               | 25 dicembre 2005  | Spacewatch                 |
| 625537 | 2005 YO149               | 25 dicembre 2005  | Spacewatch                 |
| 625538 | 2005 YQ194               | 27 dicembre 2005  | Spacewatch                 |
| 625539 | 2005 YN221               | 21 dicembre 2005  | Spacewatch                 |
| 625540 | 2005 YK233               | 28 dicembre 2005  | Mount Lemmon Survey        |
| 625541 | 2005 YB235               | 28 dicembre 2005  | Mount Lemmon Survey        |
| 625542 | 2005 YE247               | 30 dicembre 2005  | Mount Lemmon Survey        |
| 625543 | 2005 YX247               | 31 dicembre 2005  | Spacewatch                 |
| 625544 | 2005 YF251               | 28 dicembre 2005  | Spacewatch                 |
| 625545 | 2005 YD254               | 29 dicembre 2005  | Spacewatch                 |
| 625546 | 2005 YQ254               | 30 dicembre 2005  | Spacewatch                 |
| 625547 | 2005 YY259               | 23 agosto 2004    | Spacewatch                 |
| 625548 | 2005 YG262               | 25 dicembre 2005  | Mount Lemmon Survey        |
| 625549 | 2005 YR264               | 25 dicembre 2005  | Spacewatch                 |
| 625550 | 2005 YA267               | 22 dicembre 2005  | Spacewatch                 |
| 625551 | 2005 YR268               | 25 dicembre 2005  | Spacewatch                 |
| 625552 | 2005 YW286               | 31 dicembre 2005  | Spacewatch                 |
| 625553 | 2005 YT290               | 8 dicembre 2005   | Spacewatch                 |
| 625554 | 2005 YV294               | 13 agosto 2012    | Spacewatch                 |
| 625555 | 2005 YE296               | 25 dicembre 2005  | Spacewatch                 |
| 625556 | 2005 YB297               | 22 febbraio 2011  | Spacewatch                 |
| 625557 | 2005 YG297               | 24 settembre 2012 | Spacewatch                 |
| 625558 | 2006 AN13                | 28 dicembre 2005  | Spacewatch                 |
| 625559 | 2006 AY36                | 4 gennaio 2006    | Spacewatch                 |
| 625560 | 2006 AB43                | 6 gennaio 2006    | Spacewatch                 |
| 625561 | 2006 AT49                | 5 gennaio 2006    | Spacewatch                 |
| 625562 | 2006 AG50                | 4 gennaio 2006    | Mount Lemmon Survey        |
| 625563 | 2006 AT70                | 25 dicembre 2005  | Mount Lemmon Survey        |
| 625564 | 2006 AD78                | 8 gennaio 2006    | Spacewatch                 |
| 625565 | 2006 AJ91                | 7 gennaio 2006    | Spacewatch                 |
| 625566 | 2006 AR94                | 8 gennaio 2006    | Spacewatch                 |
| 625567 | 2006 AF108               | 7 gennaio 2006    | Mount Lemmon Survey        |
| 625568 | 2006 AH108               | 5 gennaio 2006    | Mount Lemmon Survey        |
| 625569 | 2006 AO109               | 7 gennaio 2006    | Spacewatch                 |
| 625570 | 2006 AB110               | 4 gennaio 2006    | Spacewatch                 |
| 625571 | 2006 AT110               | 28 febbraio 2014  | Pan-STARRS                 |
| 625572 | 2006 AZ111               | 7 gennaio 2006    | Mount Lemmon Survey        |
| 625573 | 2006 AE112               | 27 luglio 2011    | Pan-STARRS                 |
| 625574 | 2006 AC113               | 20 ottobre 2012   | Pan-STARRS                 |
| 625575 | 2006 AB114               | 15 luglio 2013    | Pan-STARRS                 |
| 625576 | 2006 BW1                 | 20 gennaio 2006   | Spacewatch                 |
| 625577 | 2006 BG4                 | 21 gennaio 2006   | Spacewatch                 |
| 625578 | 2006 BS5                 | 22 gennaio 2006   | Spacewatch                 |
| 625579 | 2006 BT11                | 21 gennaio 2006   | Spacewatch                 |
| 625580 | 2006 BC36                | 23 gennaio 2006   | Spacewatch                 |
| 625581 | 2006 BR37                | 7 gennaio 2006    | Mount Lemmon Survey        |
| 625582 | 2006 BO46                | 23 gennaio 2006   | Mount Lemmon Survey        |
| 625583 | 2006 BC68                | 23 gennaio 2006   | Spacewatch                 |
| 625584 | 2006 BV91                | 26 gennaio 2006   | Spacewatch                 |
| 625585 | 2006 BS107               | 25 dicembre 2005  | Mount Lemmon Survey        |
| 625586 | 2006 BA109               | 25 gennaio 2006   | Spacewatch                 |
| 625587 | 2006 BE114               | 25 gennaio 2006   | Spacewatch                 |
| 625588 | 2006 BX115               | 26 gennaio 2006   | Spacewatch                 |
| 625589 | 2006 BM141               | 25 gennaio 2006   | Spacewatch                 |
| 625590 | 2006 BU169               | 26 gennaio 2006   | Mount Lemmon Survey        |
| 625591 | 2006 BA198               | 21 gennaio 2006   | Spacewatch                 |
| 625592 | 2006 BY202               | 31 gennaio 2006   | Spacewatch                 |
| 625593 | 2006 BJ209               | 31 gennaio 2006   | Mount Lemmon Survey        |
| 625594 | 2006 BB230               | 31 gennaio 2006   | Spacewatch                 |
| 625595 | 2006 BD231               | 23 gennaio 2006   | Spacewatch                 |
| 625596 | 2006 BH237               | 31 gennaio 2006   | Spacewatch                 |
| 625597 | 2006 BB241               | 31 gennaio 2006   | Spacewatch                 |
| 625598 | 2006 BX254               | 31 gennaio 2006   | Spacewatch                 |
| 625599 | 2006 BM277               | 23 gennaio 2006   | Mount Lemmon Survey        |
| 625600 | 2006 BU290               | 26 febbraio 2014  | Pan-STARRS                 |

## 625601–625700
| Nome   | Designazione provvisoria | Data di scoperta  | Scopritore                |
| ------ | ------------------------ | ----------------- | ------------------------- |
| 625601 | 2006 BH293               | 8 ottobre 2012    | Spacewatch                |
| 625602 | 2006 BX296               | 30 gennaio 2006   | Spacewatch                |
| 625603 | 2006 BL300               | 23 gennaio 2006   | Spacewatch                |
| 625604 | 2006 CH11                | 1 febbraio 2006   | Spacewatch                |
| 625605 | 2006 CD20                | 1 febbraio 2006   | Mount Lemmon Survey       |
| 625606 | 2006 CS25                | 2 febbraio 2006   | Spacewatch                |
| 625607 | 2006 CM51                | 4 febbraio 2006   | Spacewatch                |
| 625608 | 2006 CH82                | 26 ottobre 2011   | Pan-STARRS                |
| 625609 | 2006 CG83                | 4 febbraio 2006   | Spacewatch                |
| 625610 | 2006 CY83                | 21 febbraio 2014  | Mount Lemmon Survey       |
| 625611 | 2006 CD84                | 7 febbraio 2011   | Mount Lemmon Survey       |
| 625612 | 2006 CZ84                | 12 luglio 2015    | Pan-STARRS                |
| 625613 | 2006 CK86                | 17 settembre 2012 | Spacewatch                |
| 625614 | 2006 CY86                | 24 novembre 2014  | Mount Lemmon Survey       |
| 625615 | 2006 CW87                | 28 luglio 2011    | Pan-STARRS                |
| 625616 | 2006 CU88                | 1 febbraio 2006   | Spacewatch                |
| 625617 | 2006 CX89                | 1 febbraio 2006   | Mount Lemmon Survey       |
| 625618 | 2006 DX4                 | 20 febbraio 2006  | Spacewatch                |
| 625619 | 2006 DH19                | 20 febbraio 2006  | Spacewatch                |
| 625620 | 2006 DV44                | 30 settembre 2005 | Osservatorio di Mauna Kea |
| 625621 | 2006 DU47                | 21 febbraio 2006  | Mount Lemmon Survey       |
| 625622 | 2006 DN63                | 27 febbraio 2006  | CSS                       |
| 625623 | 2006 DN70                | 2 ottobre 2003    | Spacewatch                |
| 625624 | 2006 DU91                | 24 febbraio 2006  | Mount Lemmon Survey       |
| 625625 | 2006 DM98                | 24 ottobre 2003   | SDSS Collaboration        |
| 625626 | 2006 DN103               | 25 febbraio 2006  | Mount Lemmon Survey       |
| 625627 | 2006 DQ111               | 31 gennaio 2006   | Spacewatch                |
| 625628 | 2006 DE162               | 27 febbraio 2006  | Mount Lemmon Survey       |
| 625629 | 2006 DL177               | 27 febbraio 2006  | Mount Lemmon Survey       |
| 625630 | 2006 DP180               | 27 febbraio 2006  | Spacewatch                |
| 625631 | 2006 DE224               | 22 ottobre 2009   | Mount Lemmon Survey       |
| 625632 | 2006 DQ225               | 27 febbraio 2006  | Mount Lemmon Survey       |
| 625633 | 2006 DA226               | 24 febbraio 2006  | Spacewatch                |
| 625634 | 2006 EW3                 | 31 gennaio 2006   | Spacewatch                |
| 625635 | 2006 ES24                | 3 marzo 2006      | Spacewatch                |
| 625636 | 2006 EU40                | 19 ottobre 2001   | NEAT                      |
| 625637 | 2006 EG50                | 4 marzo 2006      | Mount Lemmon Survey       |
| 625638 | 2006 EC71                | 30 gennaio 2006   | Spacewatch                |
| 625639 | 2006 EC77                | 11 settembre 2007 | Mount Lemmon Survey       |
| 625640 | 2006 EX80                | 4 marzo 2016      | Pan-STARRS                |
| 625641 | 2006 EY81                | 4 marzo 2006      | Spacewatch                |
| 625642 | 2006 FE50                | 23 marzo 2006     | Spacewatch                |
| 625643 | 2006 FP57                | 25 marzo 2006     | Spacewatch                |
| 625644 | 2006 FZ57                | 25 marzo 2006     | Mount Lemmon Survey       |
| 625645 | 2006 FU59                | 10 agosto 2010    | Spacewatch                |
| 625646 | 2006 GX2                 | 9 aprile 2006     | LONEOS                    |
| 625647 | 2006 GS31                | 3 aprile 2006     | La Silla Obs.             |
| 625648 | 2006 GE43                | 21 febbraio 2006  | CSS                       |
| 625649 | 2006 GP55                | 24 agosto 2003    | Cerro Tololo Obs.         |
| 625650 | 2006 HS43                | 24 aprile 2006    | Mount Lemmon Survey       |
| 625651 | 2006 HL48                | 24 aprile 2006    | Spacewatch                |
| 625652 | 2006 HT54                | 21 aprile 2006    | CSS                       |
| 625653 | 2006 HN62                | 24 aprile 2006    | Spacewatch                |
| 625654 | 2006 HB65                | 24 aprile 2006    | Spacewatch                |
| 625655 | 2006 HX68                | 24 aprile 2006    | Mount Lemmon Survey       |
| 625656 | 2006 HY79                | 26 aprile 2006    | Spacewatch                |
| 625657 | 2006 HW92                | 25 aprile 2006    | Spacewatch                |
| 625658 | 2006 HJ98                | 30 aprile 2006    | Spacewatch                |
| 625659 | 2006 HW129               | 26 agosto 2003    | Cerro Tololo Obs.         |
| 625660 | 2006 HS133               | 6 marzo 2006      | Spacewatch                |
| 625661 | 2006 HD136               | 26 aprile 2006    | Cerro Tololo Obs.         |
| 625662 | 2006 HZ140               | 27 aprile 2006    | Cerro Tololo Obs.         |
| 625663 | 2006 HG142               | 25 marzo 2001     | M. W. Buie, S. D. Kern    |
| 625664 | 2006 HB153               | 24 aprile 2006    | Mount Lemmon Survey       |
| 625665 | 2006 HY156               | 6 maggio 2006     | Spacewatch                |
| 625666 | 2006 HU158               | 19 marzo 2013     | Pan-STARRS                |
| 625667 | 2006 HW158               | 9 settembre 2007  | Spacewatch                |
| 625668 | 2006 HP159               | 11 settembre 2010 | Mount Lemmon Survey       |
| 625669 | 2006 HU159               | 30 aprile 2006    | Spacewatch                |
| 625670 | 2006 JZ2                 | 2 maggio 2006     | Mount Lemmon Survey       |
| 625671 | 2006 JZ28                | 13 aprile 2002    | NEAT                      |
| 625672 | 2006 JZ29                | 21 aprile 2006    | Spacewatch                |
| 625673 | 2006 JR32                | 3 maggio 2006     | Spacewatch                |
| 625674 | 2006 JN33                | 8 settembre 1997  | ODAS                      |
| 625675 | 2006 JB37                | 26 marzo 2006     | Spacewatch                |
| 625676 | 2006 JN51                | 2 maggio 2006     | Spacewatch                |
| 625677 | 2006 JN68                | 1 maggio 2006     | Osservatorio di Mauna Kea |
| 625678 | 2006 JW72                | 1 maggio 2006     | Osservatorio di Mauna Kea |
| 625679 | 2006 JE78                | 1 maggio 2006     | Osservatorio di Mauna Kea |
| 625680 | 2006 JO81                | 4 maggio 2006     | Spacewatch                |
| 625681 | 2006 JW84                | 10 settembre 2013 | Pan-STARRS                |
| 625682 | 2006 JA86                | 5 maggio 2006     | Mount Lemmon Survey       |
| 625683 | 2006 JW89                | 9 maggio 2006     | Mount Lemmon Survey       |
| 625684 | 2006 KN8                 | 25 aprile 2006    | Mount Lemmon Survey       |
| 625685 | 2006 KP16                | 21 maggio 2006    | Spacewatch                |
| 625686 | 2006 KZ26                | 20 maggio 2006    | LONEOS                    |
| 625687 | 2006 KE28                | 20 maggio 2006    | Spacewatch                |
| 625688 | 2006 KZ32                | 20 maggio 2006    | Spacewatch                |
| 625689 | 2006 KD36                | 20 maggio 2006    | Spacewatch                |
| 625690 | 2006 KO36                | 21 maggio 2006    | Spacewatch                |
| 625691 | 2006 KT45                | 21 maggio 2006    | Mount Lemmon Survey       |
| 625692 | 2006 KA49                | 21 maggio 2006    | Spacewatch                |
| 625693 | 2006 KT53                | 6 maggio 2006     | Mount Lemmon Survey       |
| 625694 | 2006 KM56                | 20 aprile 2006    | Spacewatch                |
| 625695 | 2006 KS57                | 7 maggio 2006     | Mount Lemmon Survey       |
| 625696 | 2006 KZ73                | 23 maggio 2006    | Spacewatch                |
| 625697 | 2006 KT95                | 1 maggio 2006     | Spacewatch                |
| 625698 | 2006 KU119               | 23 maggio 2006    | Spacewatch                |
| 625699 | 2006 KA120               | 23 maggio 2006    | Spacewatch                |
| 625700 | 2006 KP131               | 25 maggio 2006    | Osservatorio di Mauna Kea |

## 625701–625800
| Nome   | Designazione provvisoria | Data di scoperta  | Scopritore               |
| ------ | ------------------------ | ----------------- | ------------------------ |
| 625701 | 2006 KA141               | 9 febbraio 2005   | Mount Lemmon Survey      |
| 625702 | 2006 KC146               | 22 maggio 2006    | Mount Lemmon Survey      |
| 625703 | 2006 KY146               | 10 aprile 2010    | Mount Lemmon Survey      |
| 625704 | 2006 KY152               | 26 giugno 2015    | Pan-STARRS               |
| 625705 | 2006 KM154               | 21 ottobre 2014   | Mount Lemmon Survey      |
| 625706 | 2006 KV154               | 21 maggio 2006    | Spacewatch               |
| 625707 | 2006 KG155               | 20 maggio 2006    | Spacewatch               |
| 625708 | 2006 MV16                | 20 giugno 2006    | Mount Lemmon Survey      |
| 625709 | 2006 OT34                | 21 luglio 2006    | Mount Lemmon Survey      |
| 625710 | 2006 OG38                | 21 luglio 2006    | Mount Lemmon Survey      |
| 625711 | 2006 OJ38                | 18 luglio 2006    | Mount Lemmon Survey      |
| 625712 | 2006 OM40                | 21 luglio 2006    | Mount Lemmon Survey      |
| 625713 | 2006 PK                  | 21 luglio 2006    | Mount Lemmon Survey      |
| 625714 | 2006 PU4                 | 16 agosto 2006    | SSS                      |
| 625715 | 2006 PJ12                | 13 agosto 2006    | NEAT                     |
| 625716 | 2006 PD38                | 1 giugno 2006     | Spacewatch               |
| 625717 | 2006 PB44                | 12 novembre 2010  | Mount Lemmon Survey      |
| 625718 | 2006 QB3                 | 19 agosto 2006    | Spacewatch               |
| 625719 | 2006 QT4                 | 17 agosto 2006    | K. Sárneczky, Z. Kuli    |
| 625720 | 2006 QH6                 | 17 agosto 2006    | NEAT                     |
| 625721 | 2006 QX10                | 20 agosto 2006    | R. Ferrando, M. Ferrando |
| 625722 | 2006 QA12                | 16 agosto 2006    | SSS                      |
| 625723 | 2006 QY21                | 19 agosto 2006    | LONEOS                   |
| 625724 | 2006 QG24                | 17 agosto 2006    | NEAT                     |
| 625725 | 2006 QN24                | 25 luglio 2006    | NEAT                     |
| 625726 | 2006 QD42                | 17 agosto 2006    | NEAT                     |
| 625727 | 2006 QU50                | 22 agosto 2006    | NEAT                     |
| 625728 | 2006 QP51                | 18 luglio 2006    | SSS                      |
| 625729 | 2006 QX51                | 23 agosto 2006    | NEAT                     |
| 625730 | 2006 QT58                | 31 maggio 2006    | Mount Lemmon Survey      |
| 625731 | 2006 QR68                | 25 luglio 2006    | Mount Lemmon Survey      |
| 625732 | 2006 QF72                | 21 agosto 2006    | Spacewatch               |
| 625733 | 2006 QC78                | 22 agosto 2006    | NEAT                     |
| 625734 | 2006 QH83                | 27 agosto 2006    | Spacewatch               |
| 625735 | 2006 QG90                | 24 maggio 2006    | Mount Lemmon Survey      |
| 625736 | 2006 QM98                | 22 agosto 2006    | NEAT                     |
| 625737 | 2006 QV100               | 25 agosto 2006    | LUSS                     |
| 625738 | 2006 QU101               | 19 agosto 2006    | Spacewatch               |
| 625739 | 2006 QU111               | 22 agosto 2006    | NEAT                     |
| 625740 | 2006 QL112               | 23 agosto 2006    | NEAT                     |
| 625741 | 2006 QJ127               | 16 agosto 2006    | SSS                      |
| 625742 | 2006 QB138               | 28 agosto 2006    | Spacewatch               |
| 625743 | 2006 QY142               | 19 agosto 2006    | Spacewatch               |
| 625744 | 2006 QN152               | 19 agosto 2006    | Spacewatch               |
| 625745 | 2006 QY154               | 28 agosto 2006    | CSS                      |
| 625746 | 2006 QC159               | 19 agosto 2006    | Spacewatch               |
| 625747 | 2006 QZ169               | 29 agosto 2006    | LONEOS                   |
| 625748 | 2006 QH178               | 27 agosto 2006    | Spacewatch               |
| 625749 | 2006 QX186               | 19 agosto 2006    | Spacewatch               |
| 625750 | 2006 QA187               | 10 aprile 2005    | Spacewatch               |
| 625751 | 2006 QK188               | 27 agosto 2006    | Spacewatch               |
| 625752 | 2006 QM188               | 7 dicembre 2002   | LINEAR                   |
| 625753 | 2006 QH190               | 19 agosto 2006    | Spacewatch               |
| 625754 | 2006 QK190               | 24 gennaio 2014   | Pan-STARRS               |
| 625755 | 2006 QN190               | 5 ottobre 2013    | Pan-STARRS               |
| 625756 | 2006 QN191               | 21 agosto 2006    | Spacewatch               |
| 625757 | 2006 QL192               | 19 agosto 2006    | Spacewatch               |
| 625758 | 2006 QB193               | 28 agosto 2006    | Spacewatch               |
| 625759 | 2006 QT198               | 19 agosto 2006    | Spacewatch               |
| 625760 | 2006 QH199               | 23 luglio 2015    | Pan-STARRS 2             |
| 625761 | 2006 QW199               | 28 febbraio 2014  | Pan-STARRS               |
| 625762 | 2006 QQ203               | 19 agosto 2006    | Spacewatch               |
| 625763 | 2006 QQ204               | 29 agosto 2006    | Spacewatch               |
| 625764 | 2006 QV207               | 29 agosto 2006    | LUSS                     |
| 625765 | 2006 RS                  | 3 settembre 2006  | J. W. Young              |
| 625766 | 2006 RB1                 | 4 settembre 2006  | P. Kocher                |
| 625767 | 2006 RT1                 | 27 agosto 2006    | Spacewatch               |
| 625768 | 2006 RV9                 | 28 agosto 2006    | Spacewatch               |
| 625769 | 2006 RG10                | 15 settembre 2006 | Spacewatch               |
| 625770 | 2006 RJ21                | 15 settembre 2006 | Spacewatch               |
| 625771 | 2006 RX23                | 13 settembre 2006 | NEAT                     |
| 625772 | 2006 RP25                | 14 settembre 2006 | Spacewatch               |
| 625773 | 2006 RA27                | 14 settembre 2006 | CSS                      |
| 625774 | 2006 RJ30                | 15 settembre 2006 | Spacewatch               |
| 625775 | 2006 RD35                | 14 settembre 2006 | NEAT                     |
| 625776 | 2006 RW44                | 14 settembre 2006 | Spacewatch               |
| 625777 | 2006 RN45                | 22 luglio 2006    | Mount Lemmon Survey      |
| 625778 | 2006 RW52                | 14 settembre 2006 | Spacewatch               |
| 625779 | 2006 RM64                | 13 settembre 2006 | NEAT                     |
| 625780 | 2006 RJ67                | 15 settembre 2006 | Spacewatch               |
| 625781 | 2006 RP68                | 15 settembre 2006 | Spacewatch               |
| 625782 | 2006 RD81                | 15 settembre 2006 | Spacewatch               |
| 625783 | 2006 RR82                | 15 settembre 2006 | Spacewatch               |
| 625784 | 2006 RH109               | 25 settembre 2006 | Mount Lemmon Survey      |
| 625785 | 2006 RS110               | 25 settembre 2006 | Spacewatch               |
| 625786 | 2006 RL113               | 18 settembre 2006 | Spacewatch               |
| 625787 | 2006 RS121               | 15 settembre 2006 | Spacewatch               |
| 625788 | 2006 SA6                 | 16 settembre 2006 | CSS                      |
| 625789 | 2006 SR14                | 17 settembre 2006 | CSS                      |
| 625790 | 2006 ST21                | 29 agosto 2006    | LONEOS                   |
| 625791 | 2006 SX23                | 18 settembre 2006 | LONEOS                   |
| 625792 | 2006 SJ26                | 16 settembre 2006 | CSS                      |
| 625793 | 2006 SS37                | 17 settembre 2006 | R. Ferrando, M. Ferrando |
| 625794 | 2006 SH39                | 18 settembre 2006 | Spacewatch               |
| 625795 | 2006 SM47                | 12 settembre 2006 | CSS                      |
| 625796 | 2006 SW52                | 19 settembre 2006 | LONEOS                   |
| 625797 | 2006 SR64                | 20 settembre 2006 | W. Bickel                |
| 625798 | 2006 SD65                | 19 settembre 2006 | Spacewatch               |
| 625799 | 2006 SR69                | 15 settembre 2006 | Spacewatch               |
| 625800 | 2006 SK70                | 19 settembre 2006 | Spacewatch               |

## 625801–625900
| Nome   | Designazione provvisoria | Data di scoperta  | Scopritore                   |
| ------ | ------------------------ | ----------------- | ---------------------------- |
| 625801 | 2006 SU84                | 18 settembre 2006 | Spacewatch                   |
| 625802 | 2006 SA86                | 18 settembre 2006 | Spacewatch                   |
| 625803 | 2006 SB86                | 18 settembre 2006 | Spacewatch                   |
| 625804 | 2006 SS89                | 18 settembre 2006 | Spacewatch                   |
| 625805 | 2006 SJ119               | 18 settembre 2006 | CSS                          |
| 625806 | 2006 SJ125               | 20 settembre 2006 | CSS                          |
| 625807 | 2006 SQ130               | 23 settembre 2006 | Spacewatch                   |
| 625808 | 2006 SH147               | 19 settembre 2006 | Spacewatch                   |
| 625809 | 2006 SE148               | 19 settembre 2006 | CSS                          |
| 625810 | 2006 SX151               | 19 settembre 2006 | Spacewatch                   |
| 625811 | 2006 SC157               | 15 settembre 2006 | Spacewatch                   |
| 625812 | 2006 SH163               | 24 settembre 2006 | Spacewatch                   |
| 625813 | 2006 SE166               | 25 settembre 2006 | Spacewatch                   |
| 625814 | 2006 SD170               | 17 settembre 2006 | Spacewatch                   |
| 625815 | 2006 SB178               | 16 settembre 2006 | Spacewatch                   |
| 625816 | 2006 SN192               | 26 settembre 2006 | Mount Lemmon Survey          |
| 625817 | 2006 SQ195               | 19 settembre 2006 | Spacewatch                   |
| 625818 | 2006 SJ196               | 26 settembre 2006 | Mount Lemmon Survey          |
| 625819 | 2006 SB209               | 26 settembre 2006 | Spacewatch                   |
| 625820 | 2006 SZ220               | 15 settembre 2006 | Spacewatch                   |
| 625821 | 2006 SV221               | 15 settembre 2006 | Spacewatch                   |
| 625822 | 2006 SW221               | 25 settembre 2006 | Mount Lemmon Survey          |
| 625823 | 2006 SW222               | 25 settembre 2006 | LONEOS                       |
| 625824 | 2006 SD227               | 26 settembre 2006 | Spacewatch                   |
| 625825 | 2006 SA229               | 26 settembre 2006 | Spacewatch                   |
| 625826 | 2006 SP237               | 26 settembre 2006 | Mount Lemmon Survey          |
| 625827 | 2006 SC239               | 25 luglio 2006    | Mount Lemmon Survey          |
| 625828 | 2006 SB244               | 18 settembre 2006 | Spacewatch                   |
| 625829 | 2006 SV248               | 26 settembre 2006 | Spacewatch                   |
| 625830 | 2006 SY252               | 18 settembre 2006 | Spacewatch                   |
| 625831 | 2006 SN256               | 15 settembre 2006 | Spacewatch                   |
| 625832 | 2006 SA259               | 26 settembre 2006 | Spacewatch                   |
| 625833 | 2006 SW262               | 26 settembre 2006 | Mount Lemmon Survey          |
| 625834 | 2006 SR269               | 26 settembre 2006 | Mount Lemmon Survey          |
| 625835 | 2006 SV269               | 26 settembre 2006 | Mount Lemmon Survey          |
| 625836 | 2006 SP272               | 21 luglio 2006    | Mount Lemmon Survey          |
| 625837 | 2006 SG276               | 29 agosto 2006    | Spacewatch                   |
| 625838 | 2006 SX283               | 26 settembre 2006 | CSS                          |
| 625839 | 2006 SF288               | 9 gennaio 2002    | Spacewatch                   |
| 625840 | 2006 SS288               | 19 settembre 2006 | CSS                          |
| 625841 | 2006 SE294               | 17 settembre 2006 | Spacewatch                   |
| 625842 | 2006 SY294               | 17 settembre 2006 | Spacewatch                   |
| 625843 | 2006 SE295               | 17 settembre 2006 | Spacewatch                   |
| 625844 | 2006 SC307               | 27 settembre 2006 | Spacewatch                   |
| 625845 | 2006 SB310               | 17 settembre 2006 | Spacewatch                   |
| 625846 | 2006 SW319               | 27 settembre 2006 | Spacewatch                   |
| 625847 | 2006 SB323               | 27 settembre 2006 | Spacewatch                   |
| 625848 | 2006 SG326               | 19 settembre 2006 | Spacewatch                   |
| 625849 | 2006 SF328               | 27 settembre 2006 | Spacewatch                   |
| 625850 | 2006 SF333               | 28 settembre 2006 | Spacewatch                   |
| 625851 | 2006 SV333               | 28 settembre 2006 | Spacewatch                   |
| 625852 | 2006 SC335               | 12 maggio 2005    | NEAT                         |
| 625853 | 2006 SQ339               | 28 settembre 2006 | Spacewatch                   |
| 625854 | 2006 SQ340               | 28 settembre 2006 | Spacewatch                   |
| 625855 | 2006 SE343               | 28 settembre 2006 | Spacewatch                   |
| 625856 | 2006 SP359               | 30 settembre 2006 | Spacewatch                   |
| 625857 | 2006 SV367               | 28 settembre 2006 | CSS                          |
| 625858 | 2006 SW376               | 17 settembre 2006 | SDSS Collaboration           |
| 625859 | 2006 SG383               | 29 settembre 2006 | SDSS Collaboration           |
| 625860 | 2006 SS383               | 29 settembre 2006 | SDSS Collaboration           |
| 625861 | 2006 SN385               | 27 settembre 2006 | SDSS Collaboration           |
| 625862 | 2006 SR388               | 30 settembre 2006 | SDSS Collaboration           |
| 625863 | 2006 SY389               | 28 settembre 2006 | SDSS Collaboration           |
| 625864 | 2006 SJ396               | 17 settembre 2006 | Spacewatch                   |
| 625865 | 2006 SP399               | 17 settembre 2006 | Spacewatch                   |
| 625866 | 2006 SC402               | 28 settembre 2006 | Mount Lemmon Survey          |
| 625867 | 2006 SU405               | 17 settembre 2006 | Spacewatch                   |
| 625868 | 2006 SW411               | 28 settembre 2006 | R. A. Tucker                 |
| 625869 | 2006 SH412               | 27 settembre 2006 | Mount Lemmon Survey          |
| 625870 | 2006 SW412               | 16 settembre 2006 | CSS                          |
| 625871 | 2006 SM413               | 28 settembre 2006 | CSS                          |
| 625872 | 2006 SZ417               | 3 gennaio 2014    | Spacewatch                   |
| 625873 | 2006 SP423               | 27 settembre 2006 | Mount Lemmon Survey          |
| 625874 | 2006 SG424               | 30 settembre 2006 | Mount Lemmon Survey          |
| 625875 | 2006 SN425               | 7 dicembre 2012   | M. Schwartz, P. R. Holvorcem |
| 625876 | 2006 SX425               | 18 settembre 2006 | Spacewatch                   |
| 625877 | 2006 SJ426               | 30 settembre 2006 | Mount Lemmon Survey          |
| 625878 | 2006 SE427               | 4 marzo 2016      | Pan-STARRS                   |
| 625879 | 2006 ST427               | 18 settembre 2006 | Spacewatch                   |
| 625880 | 2006 SO430               | 9 ottobre 2016    | Mount Lemmon Survey          |
| 625881 | 2006 SR432               | 10 ottobre 1993   | Spacewatch                   |
| 625882 | 2006 SZ433               | 7 ottobre 1996    | Spacewatch                   |
| 625883 | 2006 SR434               | 18 settembre 2006 | Spacewatch                   |
| 625884 | 2006 SZ435               | 30 settembre 2006 | Mount Lemmon Survey          |
| 625885 | 2006 SG436               | 27 settembre 2006 | CSS                          |
| 625886 | 2006 SS436               | 26 febbraio 2014  | Mount Lemmon Survey          |
| 625887 | 2006 SB438               | 17 settembre 2006 | Spacewatch                   |
| 625888 | 2006 SO439               | 12 settembre 2015 | Pan-STARRS                   |
| 625889 | 2006 ST439               | 7 marzo 2008      | Mount Lemmon Survey          |
| 625890 | 2006 SU439               | 28 settembre 2006 | Mount Lemmon Survey          |
| 625891 | 2006 SN441               | 24 ottobre 2011   | Pan-STARRS                   |
| 625892 | 2006 SS442               | 18 ottobre 1998   | Spacewatch                   |
| 625893 | 2006 ST442               | 17 settembre 2006 | Spacewatch                   |
| 625894 | 2006 SD443               | 17 ottobre 2015   | M. Altmann, T. Prusti        |
| 625895 | 2006 SD444               | 26 settembre 2006 | Mount Lemmon Survey          |
| 625896 | 2006 SF445               | 18 settembre 2006 | Spacewatch                   |
| 625897 | 2006 SQ446               | 20 settembre 2006 | Spacewatch                   |
| 625898 | 2006 SW447               | 26 settembre 2006 | Mount Lemmon Survey          |
| 625899 | 2006 SX447               | 30 settembre 2006 | Mount Lemmon Survey          |
| 625900 | 2006 SD448               | 17 settembre 2006 | Spacewatch                   |

## 625901–626000
| Nome   | Designazione provvisoria | Data di scoperta  | Scopritore          |
| ------ | ------------------------ | ----------------- | ------------------- |
| 625901 | 2006 SF448               | 26 settembre 2006 | Spacewatch          |
| 625902 | 2006 SR454               | 30 settembre 2006 | Mount Lemmon Survey |
| 625903 | 2006 SP458               | 16 settembre 2006 | CSS                 |
| 625904 | 2006 TP11                | 17 settembre 2006 | Spacewatch          |
| 625905 | 2006 TZ24                | 12 ottobre 2006   | Spacewatch          |
| 625906 | 2006 TH29                | 30 settembre 2006 | Mount Lemmon Survey |
| 625907 | 2006 TZ35                | 12 ottobre 2006   | Spacewatch          |
| 625908 | 2006 TW39                | 12 ottobre 2006   | Spacewatch          |
| 625909 | 2006 TO40                | 28 settembre 2006 | Mount Lemmon Survey |
| 625910 | 2006 TO41                | 12 ottobre 2006   | NEAT                |
| 625911 | 2006 TY43                | 30 settembre 2006 | Mount Lemmon Survey |
| 625912 | 2006 TT50                | 25 settembre 2006 | Mount Lemmon Survey |
| 625913 | 2006 TK57                | 26 settembre 2006 | Mount Lemmon Survey |
| 625914 | 2006 TR64                | 21 luglio 2006    | Mount Lemmon Survey |
| 625915 | 2006 TA68                | 11 ottobre 2006   | NEAT                |
| 625916 | 2006 TW70                | 30 settembre 2006 | CSS                 |
| 625917 | 2006 TK93                | 28 settembre 2006 | Mount Lemmon Survey |
| 625918 | 2006 TY96                | 12 ottobre 2006   | Spacewatch          |
| 625919 | 2006 TS98                | 15 ottobre 2006   | Spacewatch          |
| 625920 | 2006 TP102               | 15 ottobre 2006   | Spacewatch          |
| 625921 | 2006 TD111               | 17 settembre 2006 | SDSS Collaboration  |
| 625922 | 2006 TS112               | 27 settembre 2006 | SDSS Collaboration  |
| 625923 | 2006 TP113               | 28 settembre 2006 | SDSS Collaboration  |
| 625924 | 2006 TR116               | 28 settembre 2006 | SDSS Collaboration  |
| 625925 | 2006 TZ118               | 18 settembre 2006 | SDSS Collaboration  |
| 625926 | 2006 TG123               | 13 ottobre 2006   | Spacewatch          |
| 625927 | 2006 TC127               | 3 ottobre 2006    | Spacewatch          |
| 625928 | 2006 TQ129               | 4 ottobre 2006    | Mount Lemmon Survey |
| 625929 | 2006 TT129               | 11 ottobre 2006   | NEAT                |
| 625930 | 2006 TH131               | 3 ottobre 2006    | Mount Lemmon Survey |
| 625931 | 2006 TV131               | 2 ottobre 2006    | Mount Lemmon Survey |
| 625932 | 2006 TC132               | 2 ottobre 2006    | Mount Lemmon Survey |
| 625933 | 2006 TJ132               | 2 ottobre 2006    | Mount Lemmon Survey |
| 625934 | 2006 TC135               | 24 ottobre 2015   | Pan-STARRS          |
| 625935 | 2006 TC139               | 22 gennaio 2015   | Pan-STARRS          |
| 625936 | 2006 TE140               | 3 ottobre 2006    | Mount Lemmon Survey |
| 625937 | 2006 TT140               | 2 ottobre 2006    | Mount Lemmon Survey |
| 625938 | 2006 TJ142               | 4 ottobre 2006    | Mount Lemmon Survey |
| 625939 | 2006 UQ                  | 16 ottobre 2006   | Spacewatch          |
| 625940 | 2006 UX11                | 30 settembre 2006 | Mount Lemmon Survey |
| 625941 | 2006 UM15                | 17 ottobre 2006   | Mount Lemmon Survey |
| 625942 | 2006 UQ15                | 30 settembre 2006 | Mount Lemmon Survey |
| 625943 | 2006 UZ16                | 26 settembre 2006 | Mount Lemmon Survey |
| 625944 | 2006 UT18                | 25 settembre 2006 | Spacewatch          |
| 625945 | 2006 UP22                | 15 settembre 2006 | Spacewatch          |
| 625946 | 2006 UR23                | 16 ottobre 2006   | Spacewatch          |
| 625947 | 2006 UP25                | 16 ottobre 2006   | Spacewatch          |
| 625948 | 2006 UV25                | 16 ottobre 2006   | Spacewatch          |
| 625949 | 2006 UK32                | 12 ottobre 2006   | Spacewatch          |
| 625950 | 2006 UN33                | 4 ottobre 2006    | Mount Lemmon Survey |
| 625951 | 2006 UJ45                | 30 settembre 2006 | Mount Lemmon Survey |
| 625952 | 2006 UO45                | 16 ottobre 2006   | Spacewatch          |
| 625953 | 2006 UG48                | 17 ottobre 2006   | Spacewatch          |
| 625954 | 2006 UK51                | 17 ottobre 2006   | Mount Lemmon Survey |
| 625955 | 2006 UU60                | 19 ottobre 2006   | Mount Lemmon Survey |
| 625956 | 2006 UT66                | 24 agosto 2006    | LUSS                |
| 625957 | 2006 UR68                | 16 ottobre 2006   | CSS                 |
| 625958 | 2006 UC72                | 17 ottobre 2006   | Spacewatch          |
| 625959 | 2006 UO82                | 17 ottobre 2006   | Spacewatch          |
| 625960 | 2006 UT83                | 30 settembre 2006 | Mount Lemmon Survey |
| 625961 | 2006 UM84                | 17 ottobre 2006   | Mount Lemmon Survey |
| 625962 | 2006 UZ86                | 17 ottobre 2006   | Mount Lemmon Survey |
| 625963 | 2006 UQ95                | 18 ottobre 2006   | Spacewatch          |
| 625964 | 2006 UU95                | 18 ottobre 2006   | Spacewatch          |
| 625965 | 2006 UW95                | 2 ottobre 2006    | Mount Lemmon Survey |
| 625966 | 2006 UD106               | 18 ottobre 2006   | Spacewatch          |
| 625967 | 2006 UC108               | 3 ottobre 2006    | Mount Lemmon Survey |
| 625968 | 2006 UN111               | 19 ottobre 2006   | Spacewatch          |
| 625969 | 2006 UM114               | 19 ottobre 2006   | Spacewatch          |
| 625970 | 2006 UY118               | 4 ottobre 2006    | Mount Lemmon Survey |
| 625971 | 2006 UX126               | 28 settembre 2006 | Mount Lemmon Survey |
| 625972 | 2006 UC130               | 19 ottobre 2006   | Spacewatch          |
| 625973 | 2006 UZ130               | 19 ottobre 2006   | Spacewatch          |
| 625974 | 2006 UC131               | 19 ottobre 2006   | Spacewatch          |
| 625975 | 2006 UD138               | 4 ottobre 2006    | Mount Lemmon Survey |
| 625976 | 2006 UV138               | 19 ottobre 2006   | Spacewatch          |
| 625977 | 2006 US151               | 20 ottobre 2006   | Mount Lemmon Survey |
| 625978 | 2006 UQ152               | 21 ottobre 2006   | Spacewatch          |
| 625979 | 2006 UW152               | 21 ottobre 2006   | Spacewatch          |
| 625980 | 2006 UT158               | 1 ottobre 2006    | Spacewatch          |
| 625981 | 2006 UV159               | 19 settembre 2006 | Spacewatch          |
| 625982 | 2006 UX162               | 12 ottobre 2006   | NEAT                |
| 625983 | 2006 UV164               | 21 ottobre 2006   | Mount Lemmon Survey |
| 625984 | 2006 UN165               | 2 ottobre 2006    | Mount Lemmon Survey |
| 625985 | 2006 UA169               | 3 ottobre 2006    | Mount Lemmon Survey |
| 625986 | 2006 UB171               | 3 ottobre 2006    | Mount Lemmon Survey |
| 625987 | 2006 US171               | 21 ottobre 2006   | Mount Lemmon Survey |
| 625988 | 2006 UK173               | 26 settembre 2006 | Mount Lemmon Survey |
| 625989 | 2006 UU176               | 4 ottobre 2006    | Mount Lemmon Survey |
| 625990 | 2006 US180               | 12 ottobre 2006   | NEAT                |
| 625991 | 2006 UL185               | 28 ottobre 2006   | CSS                 |
| 625992 | 2006 UW191               | 19 ottobre 2006   | CSS                 |
| 625993 | 2006 UJ198               | 12 ottobre 2006   | Spacewatch          |
| 625994 | 2006 UH199               | 12 ottobre 2006   | Spacewatch          |
| 625995 | 2006 UV200               | 21 ottobre 2006   | Mount Lemmon Survey |
| 625996 | 2006 UD201               | 21 ottobre 2006   | Spacewatch          |
| 625997 | 2006 US201               | 21 ottobre 2006   | Spacewatch          |
| 625998 | 2006 UF210               | 23 ottobre 2006   | Spacewatch          |
| 625999 | 2006 UF212               | 4 ottobre 2006    | Mount Lemmon Survey |
| 626000 | 2006 UP213               | 4 ottobre 2006    | Mount Lemmon Survey |